# … confront … confront …
... confront ... confront ... er et album med PVC udgivet i 1982.

## Sporliste
1. This Is the World
2. Confront Comfort
3. Hyper
4. Pigment
5. Tragic Mandolin Performance
6. Horse Funkh
7. Tropical Moist Forests